# Conotrachelus geminatus
Conotrachelus geminatus – gatunek chrząszcza z rodziny ryjkowcowatych.

## Zasięg występowania
Występuje we wsch. części Ameryki Północnej od Quebecu, New Hampshire i Florydy na wsch., po Michigan, Nebraskę i Teksas na zach.

## Budowa ciała
Osiąga 3,8–4,9 mm długości. Ubarwienie ciała brązowoczerwone z czarnymi, jasnobrązowymi i białymi plamami na pokrywach.

## Biologia i ekologia
Larwy wyhodowano z kwiatów uczepu oraz ambrozji trójdzielnej z rodziny astrowatych.